# 大嶺站 (日本)
大嶺站（日语：／ Ōmine eki */?）是位於山口縣美禰市大嶺町奧分，西日本旅客鐵道（JR西日本）的美禰線大嶺支線車站（廢站）。由於沿線人口減少和大嶺炭田的煤礦關閉而使用人次減少，最後在1997年4月1日廢站。

## 歷史
此站由於最接近大嶺炭礦而繁榮。在1953年，車站的貨物收入於全國排名25位，為車站的黄金時期。在1970年，煤礦關閉後使貨物和旅客銳減。當時只使用C58蒸氣機車牽引1卡客車，來往南大嶺站之間。在1971年10月起，一般貨物起卸更委托其他公司處理。
- 1905年（明治38年）9月13日 - 山陽鐵道車站啟用。開始旅客和貨物業務。
  - 當時車站位於山口縣美禰郡大嶺村（日语：大嶺町）大嶺奧分。
- 1906年（明治39年）12月1日 - 山陽鐵道被國有化（日语：鉄道国有法），成為官設鐵道的車站[2]。
- 1909年（明治42年）10月12日 - 制定路線名稱[2]。成為大嶺線車站[2]。
- 1924年（大正13年）3月23日 - 路線名稱變更，此站成為美禰線（在1963年，日文寫法變為[3]）車站。
- 1939年（昭和14年）5月1日 - 大嶺村實施町制，變成大嶺町（日语：大嶺町），車站地址變為山口縣美禰郡大嶺町大嶺奧分。
- 1954年（昭和29年）3月31日 - 隨著美禰市（第一次）成立，車站地址變為山口縣美禰市大嶺町大嶺奧分。
- 1956年（昭和31年） - 隨著町名改名，車站地址變為山口縣美禰市大嶺町奧分。
- 1984年（昭和59年）1月1日 - 結束貨物起卸業務。
- 1987年（昭和62年）4月1日 - 伴隨國鐵分割民營化，車站由西日本旅客鐵道（JR西日本）營運[3]。
- 1997年（平成9年）4月1日 - 廢止。

## 車站構造
月台位於路軌西邊。車站大樓位於月台西邊。在廢止前已經是無人車站。曾經此站有許多側線，在煤礦關閉後相繼撤走。在廢止前一刻只剩下一側。
月台上的基石刻畫了「12M15CH」（「12英里15鏈」。相當於19,613.88米）。該距離為厚狹至大嶺之間的距離（廢止當時的營業距離為19.7公里）。該里程碑是山陽鐵道路線啟用時刻畫，同時顯示出日本鐵路建設是使用英國技術。
另外，鄰站南大嶺站也有相同的里程碑，可是由於大嶺支線廢止時把路軌填滿成為月台一部分，因此不可再見到里程碑。另外，南大嶺站基石地點距離現時停車場中心有一段距離。

## 利用狀況
| 年度 | 乘車人次 | 貨物發送（公噸） |
| ---- | -------- | ---------------- |
| 1907 | 20,696   | 69,673           |
| 1912 | 19,131   | 57,030           |
| 1916 | 19,474   | 73,600           |
| 1921 | 33,957   | 92,793           |
| 1926 | 62,713   | 194,308          |
| 1931 | 68,299   | 208,898          |
| 1936 | 74,509   | 260,877          |
| 1941 | 158,840  | 445,028          |
| 1945 | 144,518  | 144,766          |
| 1950 | 228,289  | 320,100          |
| 1955 | 246,326  | 583,248          |
| 1960 | 190,674  | 837,420          |
| 1965 | 198,406  | 892,820          |
| 1970 | 96,491   | 338,814          |
| 1992 | 5,600    | -                |

參考：第6號，美禰市鄉土文化研究會，1975年，9頁。山口縣統計年鑑1994年。

## 現狀
車站周邊路軌現時變成山口縣道38號美禰油谷線的繞道。在大嶺郵局附近建立了「大嶺站蹟」。在大嶺支線廢止後，船鐵巴士開設了巴士路線替代服務，後來美禰市社區巴士「菊石號」（委托船鐵巴士）接管該路線。在車站廢止後，「菊石號」和藍線交通的巴士站名稱仍然為「大嶺站」。在2018年（平成30年）4月1日才改名為「大嶺」。

## 車站周邊
站前設有厚狹川支流麥川川。在越過該河流可到達山口縣道38號美禰油谷線（舊道）。車站和山口縣道38號美禰油谷線（舊道）之間設有山口縣道236號大嶺停車場線。在廢止前2年的1995年3月31日中，山口縣告示第262號指出縣道廢止，變為美禰市道。

## 相鄰車站
西日本旅客鐵道（JR西日本）
美禰線大嶺支線
南大嶺－大嶺

## 注腳
1. ↑  「石炭とともに消長 キップ客は1日10人」《中國新聞》昭和46年9月10日
2. 1 2 3  歴史でめぐる鉄道全路線 国鉄・JR 7号、20頁
3. 1 2  歴史でめぐる鉄道全路線 国鉄・JR 7号、21頁